# Punakha dzong

Punakha dzong, tudi Pungtang Dechen P'otrang Dzong (kar pomeni 'palača velikega veselja ali blaženosti'), je dzong (samostanska trdnjava) v osrednjem delu Butana, ob sotočju rek P'o Čhu (oče) in Mo Čhu (mati) v dolini Punakha-Vangdeu. Zgrajen je bil v letih 1637-38 , na ukaz Ngavang Namgjala, prvega šabdrung Rinpočeja. Je drugi najstarejši in drugi največji dzong v Butanu in ena njihovih najmogočnejših gradenj.
Punakha dzong je bil do leta 1955 administrativni center in sedež vlade Butana, ko je bilo glavno mesto preseljeno v Thimphu. Trdnjava je uvrščena na tentativno listo Butana za vpis v listo kulturne dediščine UNESCO.

## Lokacija
Dzong stoji na sotočju rek P'o Čhu in Mo Čhu v dolini Punaka-Vangdue. Vodni viri reke Mo Čhu so v gorah Ligci in Laja v Butanu in v Tibetu. Druga sotočna reka Po Čhu pa nosi ledeniške vode iz doline Punaka. Po zlitju obeh voda se nadaljnja reka imenuje Puna Tsang Čhu in v Indiji Sankoš, ki teče skozi Vangdue Phodrang, prečka butansko-indijsko mejo pri Kalikola in se izliva v reko Bramaputro.

## Zgodovina
Punakha dzong je znano administrativno središče okraja Punakha v mestu Punakha, v Butanu. Zgraditi ga je dal Ngavang Namgjal, prvi šabdrung Rinpoče, v letih  1637–38. V templju se nahajajo relikvije verskih voditeljev tibetanskega budizma, to je linije lam Drukpa predvsem njegovega začetnika Ngavang Namgjala. O nastanku dzonga obstajata dve legendi. 
Po eni od legend je šabdrung arhitektu Zowe Palepu naročil, da naj prespi pod majhnim templjem s kipom Bude, ki se je imenoval 'Mali grad' (Dzong čug). Temu se je v sanjah prikazala palača guruja Rinpočeja. Prikazen je bila za arhitekta tako močna, da je brez načrtov na papirju zgradil trdnjavo. Na osnovi videnja v sanjah arhitekta se je izgradnja trdnjave - dzonga pričela leta 1637 in že naslednje leto končala na mestu, kjer je stal 'Mali grad'. V tem času je Ngavang Namgjal postal prvi voditelj združenega Butana.
Po drugi legendi je ljudska pripoved Padmasambhava prerokovala, da »bo oseba imenovana Namgjal prišla na hrib, ki izgleda kot slon«. Ngavang Namgjal, prvi šabdrung Rinpoče, je našel vrh hriba, ki je po obliki spominjal na trup slona, kot se je glasila prerokba in na njem zgradil dzong.
Dzong je bil posvečen v imenu Pungtang Dečen P'odrang. Leta 1639 je bila zgrajena kapela za hrambo orožja, ki so ga zasegli Tibetancem, ki so jih Butanci na tem mestu premagali. Šabdrung je živel v tem dzongu do svoje smrti. Tu je ustanovil meniški red s 600 menihi (ki so sem prispeli iz samostana Čeri iz gornje Thimphu doline).
Zvonik na vrhu stolpa (utse) (osrednji stolp dzonga ali glavni stolp) je leta 1676 dodal Gjaltsen Tenzin Rabgje - takratni opat. Nadaljnja širitev se je  zgodila v obdobju 1744 do 1763, ko je bil gospodar Šerab Vangčuk. 
Rodbina Vangčuk tudi trenutno vlada Butanu. Ta monarhija je bila ustanovljena leta 1907 in Punakha dzong je bilo mesto kronanja Ugjena Vangčuka (ali Deb Nagpo) kot prvega Druk Gjalpa. Punakha je bilo takrat glavno mesto Butana. Tri leta prej je bil v Punakhi podpisan sporazum po katerem so se Britanci zavezali, da se ne bodo vmešavali v butanske notranje zadeve, Butan pa je Britancem dovolil vodenje njihove zunanje politike.
Od leta 1744 do 1763 je bil, v času vladavine 13-tega desi in ko je bil Šerab Vangčuk vrhovni duhoven Butana, dzong močno povečan. Med letoma 1750 in 1849S je več požarov močno poškodovalo dzong; potres leta 1897 ga je prav tako močno poškodoval. Zadnji požar na trdnjavi se je zgodil leta 1986.

### Kraljevska poroka
Poroka Druk Gjalpo, Džigme Kesarja Namgjel Vangčuka in njegove zaročenke, Džetsun Peme, se je 13. oktobra 2011 odvijala na Punakha dzongu.

## Arhitektura
Punakha dzong je zgrajen na 1200 m nadmorske višine in ima izjemno lepo gorsko ozadje. Stavba je šestnadstropna z osrednjim stolpom.
Dzong je bil zgrajen z 'utelešenjem budističnih vrednot' in je bil eden od 16 dzongov, ki jih je zgradil šabdrung med svojo vladavino od leta 1594 in 1691. Dzong meri 180 m po dolžini in 72 m po širini in ima tri dvorišča.  
Administrativne pisarne dzonga, z veliko belo popleskano stupo in  svetim figovcem so na prvem dvorišču. V oddaljenem levem kotu je kapela posvečena kraljici Nage. Bivalni prostori za menihe so na drugem dvorišču, medtem ko stolp ločuje prvo in drugo dvorišče. Na tem dvorišču sta dve zgodovinski dvorani: ena Ugyena Vangčuka, ki je kasneje postal kralj in druga kjer je bil kralj odlikovan leta 1905 z Ordenom Viteza Poveljnika ki mu ga je podelila Britanska Indija. Tretje dvorišče je v južnem delu dzonga, kjer so posmrtni ostanki Pema Lingpa in Ngawang Namgyala. Machey Lakhang ('machey' dobesedno pomeni 'sveto balzamirano telo') na tretjem dvorišču ima dobro ohranjeno balzamirano telo šabdrunga. Ta Lakhang je bil zgrajen leta 1995. Krsta z balzamiranim telesom je zaprta. Ta prostor obiščeta kralj in Je Khenpo, da bi dobila blagoslov pred prevzemom uradnih funkcij.